# Мюнц, Эрл
Эрл Манц (оригинальное немецкое звучание фамилии Мюнц), по прозвищу Безумный (англ. Earl "Madman" Muntz; 3 января 1914, Элджин (Иллинойс) — 21 июня 1987, Лос-Анджелес) — американский предприниматель, независимый производитель автомобилей (1951—1954), бытовой электроники и разработчик формата звуковых кассет Stereo-Pak, выпускавшихся в 1962—1970 — первого формата магнитной записи для воспроизведения в автомобиле.

## Биография
Не закончив средней школы, Эрл Мюнц переехал из родного Иллинойса в Калифорнию, где за пять лет торговли подержанными автомобилями заработал 17 миллионов долларов. Прозвище «Безумного» он приобрёл из-за экстравагантной рекламы по радио, которую сам он и озвучивал.
В 1946 году Мюнц занялся выпуском телевизоров (в то время ещё ламповых). Его телевизоры продавались дёшево и были спроектированы «без лишних деталей». Мюнц подметил особенность телевизоров своего времени, давшую ему реальное конкурентное преимущество: телевизоры «больших производителей» комплектовались чувствительными приёмниками с тремя-четырьмя каскадами промежуточной частоты. Городскому жителю такая чувствительность приёма была не нужна, и Мюнц в первую очередь упростил входные каскады ВЧ тракта. Появился даже термин muntzing (буквально проектирование по Мюнцу): Мюнц, не будучи инженером, брал в руки кусачки и откусывал у прототипа детали, одну за другой. Если прибор продолжал работать — деталь считалась лишней и вычёркивалась из принципиальной схемы. Подстроечные резисторы на конвейере впаивались временно, а после настройки их заменяли на дешёвые постоянные резисторы ближайшего номинала. В результате Мюнц продавал 14-дюймовые телевизоры по цене 7-дюймовых.

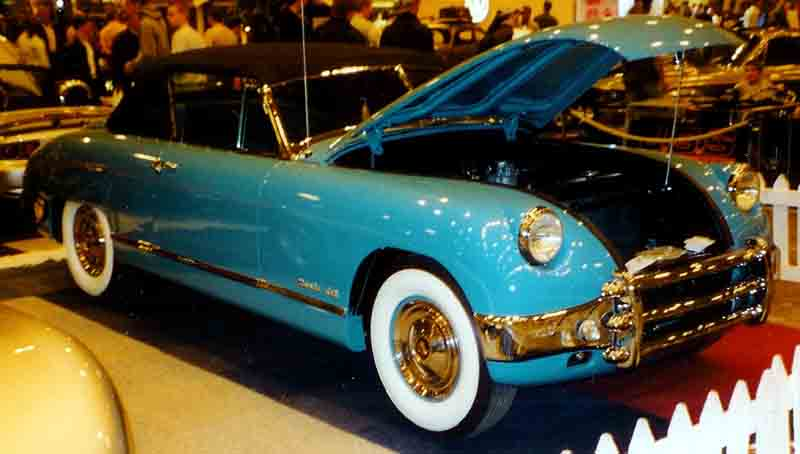
Мuntz Jet, 1951—1954

В 1951 году Мюнц основал собственное производство автомобилей, Muntz Car Company, и за три года выпустил на свет 394 «полноразмерных» спортивных родстеров Muntz Jet с моторами Cadillac или Lincoln и «аэродинамическими» кузовами, спроектированными Францем Куртисом. Бизнес оказался убыточным (только оплата труда рабочих стоила две тысячи долларов на каждую машину — 40 % розничной цены) и в 1954 году Мюнц объявил фирму банкротом; вместе с автомобильным бизнесом он лишился и телевизионного.
В середине 1950-х годов Мюнц обнаружил на радио новинку — пластмассовые кассеты для звуковых рекламных роликов Echomatic, в которых короткая (от полуминуты до пяти минут звучания) лента была склеена бесконечной петлёй (впервые такая конструкция была запатентована в 1952 году Бернардом Кузино). Мюнц, сам знаток автомобилей, занялся доводкой радийной кассеты для автомобильных магнитофонов (которые ещё предстояло создать). За основу он взял обычную магнитофонную ленту шириной 6.35 мм (четверть дюйма) с четырьмя дорожками (две параллельные записи стереозвука или четыре монофонического). Затем последовала разработка собственно автомобильного плеера (давать потребителям в руки возможность записи кассет Мюнц не собирался); так как штатные автомобильные приёмники были монофонические, то плеер Мюнца имел собственный стереоусилитель. C помощью старой команды инженеров Мюнц подготовил техническую документацию на производство и развернул его за пределами США, используя дешёвый труд развивающихся стран. Ему особо повезло в том, что звукозаписывающие компании не увидели в нём конкурента и дали ему лицензию на выпуск их записей. Прибыль Мюнц получал не на продаже техники (стоившей 30 — 70 долларов), а на продаже записанных кассет — по 4 — 5 долларов. Записать кассету Мюнца можно было только на заводском копировальном магнитофоне.
Четырёхдорожечный формат Мюнца просуществовал до конца 1960-х и был вытеснен восьмидорожечными кассетами Уильяма Лира, договорившегося о поставках магнитол на конвейер Ford; этот формат, в свою очередь, не продержался на рынке и десяти лет — его вытеснила компакт-кассета.